# 蒲台島石刻

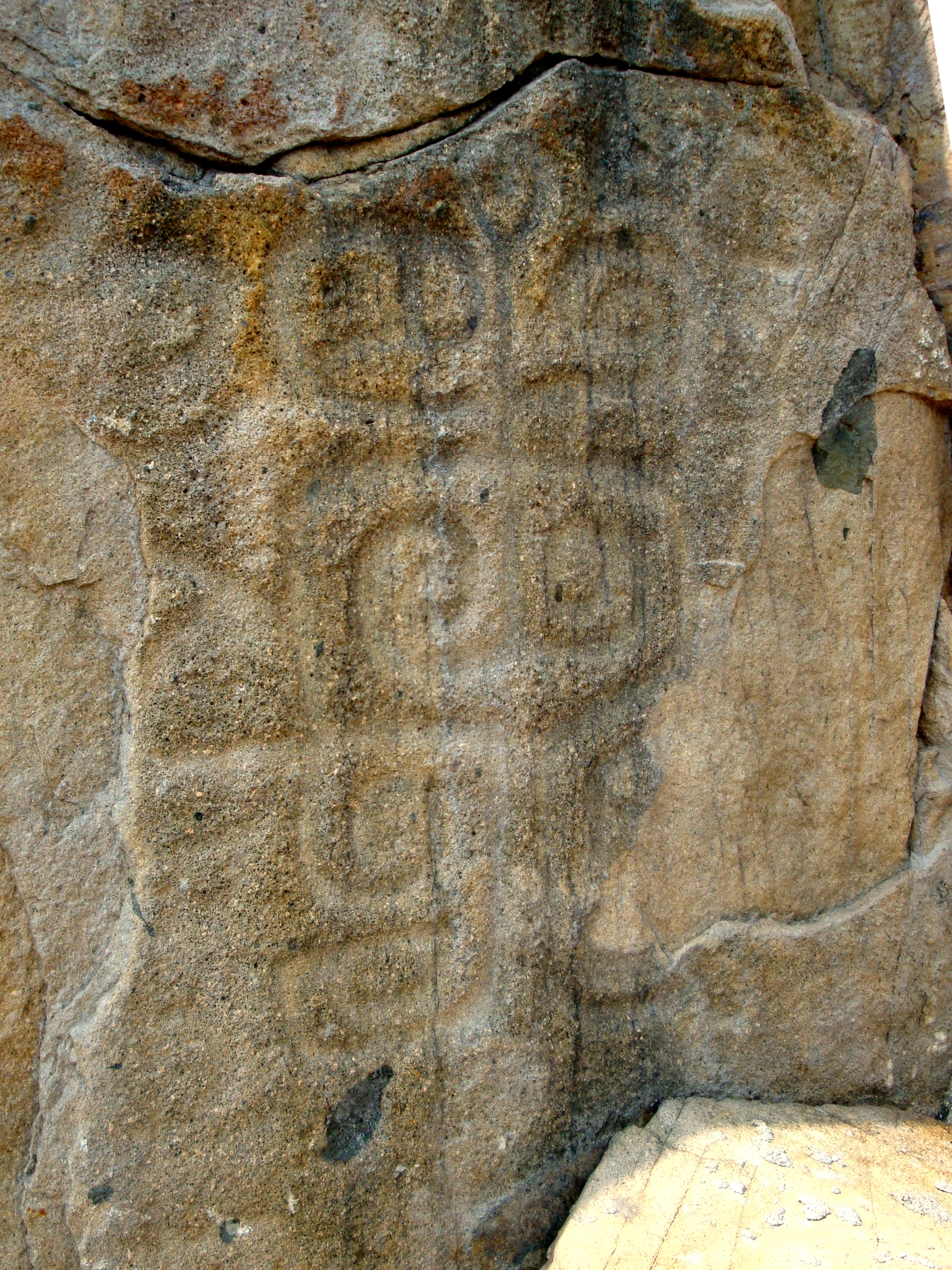
蒲台島石刻

蒲台島石刻是香港史前時期的石刻，估計有3,000年歷史。石刻位於香港島以南屬離島區的蒲台島南端，於1960年代被發現，現已被列為香港法定古蹟。
蒲台島石刻分為左右兩部份，由一條闊0.7米的石縫所分隔。左邊的圖紋狀似魚和動物，而右邊的圖紋則由螺旋狀的條紋連結組成。

## 康文署被質疑損毀石刻事件
香港大學亞洲研究中心榮譽研究員威廉·米查姆（William Meacham）於2007年11月考察蒲台島時，發現石刻上有一層黑色物質，估算為因微生物侵蝕而形成的生物膜。康樂及文化事務署總館長（文物修復）陳承緯指微生物可能是藻青菌（cyanobacteria），亦包含地衣（lichen），會掩蓋石刻上的紋飾。又指香港的石刻都位於沿海地區並時有山水流經，加上陽光充足，故菌膜容易滋生。
然而，據威廉米查姆所述，康文署的職員竟在蒲台島石刻及黃竹坑石刻上試用含異唑酮（isothiazolinone）的特製滅菌劑，以阻止微生物在石刻上滋長，同時噴灑保護層以排斥水分和阻隔昆蟲的侵擾。
但威廉米查姆卻指出此做法非保護文物的最佳方法，原因是學術界早在過去20年已確認滅菌劑的使用有可能變相會侵蝕石刻上的文字、圖案，他批評有關部門採取措施前未有深入諮詢學者及專家意見，保護古蹟反過來變成破壞古蹟。

## 外部連結
- 古物古蹟辦事處 蒲台島石刻